# Lycaena meleager
Lycaena meleager är en fjärilsart som beskrevs av Eugen Johann Christoph Esper 1779. Lycaena meleager ingår i släktet Lycaena och familjen juvelvingar. Inga underarter finns listade i Catalogue of Life.